# Zubogy
Zubogy község Borsod-Abaúj-Zemplén vármegyében, a Putnoki járásban.

## Fekvése
A Gömörségben fekszik, a 26-os főút közelében, az Aggteleki Nemzeti Park területén, Miskolctól 41 kilométerre észak-északnyugatra.
A közvetlenül szomszédos települések: észak felől Imola (9 km) és Kánó, kelet felől Rudabánya (7 km), délkelet felől Felsőkelecsény (3 km), dél felől Dövény (5 km), délnyugat felől Alsószuha, északnyugat felől pedig Ragály (5 km).

### Megközelítése
Csak közúton érhető el, Felsőkelecsény vagy Ragály érintésével, a 2603-as úton.

## Nevének eredete
Neve szláv eredetű. Névadója valószínűleg egy Zbud nevű szláv származású ember volt.

## Története
Régészeti leletek szerint a település már a 12. században is létezett. Erdős, mocsaras volt a környék, így a honfoglaló magyarok nem szállták meg, királyi birtok lett. Első írásos említése egy adománylevélben történik 1282-ben. A községben a 15. század és a 16. század fordulóján kisnemesi családok telepedtek le. A török hódoltság idején lakossága erősen lecsökkent, fejlődése a 20. század iparfejlesztései nyomán indult meg.

## Közélete

### Polgármesterei
- 1990–1994: Csorba Zoltán (független)[3]
- 1994–1998: Csorba Zoltán (független)[4]
- 1998–2002: Csorba Zoltán (független)[5]
- 2002–2006: Csorba Zoltán (független)[6]
- 2006–2010: Pozsgai Viktor (független)[7]
- 2010–2014: Pozsgai Viktor (független)[8]
- 2014–2019: Pozsgai Viktor (független)[9]
- 2019–2024: Pozsgai Viktor (független)[10]
- 2024– : Gömöri Gábor (független)[1]

## Népesség
A település népességének változása:
| Lakosok száma | 577  | 568  | 550  | 473  | 447  | 445  | 443  |
|               | 2013 | 2014 | 2015 | 2021 | 2022 | 2023 | 2024 |

2001-ben a település lakosságának 99%-a magyar, 1%-a cigány nemzetiségűnek vallja magát.
A 2011-es népszámlálás során a lakosok 91,4%-a magyarnak, 0,2% cigánynak, 0,2% németnek, 0,4% szlováknak mondta magát (8,6% nem nyilatkozott; a kettős identitások miatt a végösszeg nagyobb lehet 100%-nál). A vallási megoszlás a következő volt: római katolikus 13,3%, református 64,1%, görögkatolikus 1,4%, evangélikus 0,5%, felekezeten kívüli 2,7% (17,7% nem válaszolt).
2022-ben a lakosság 96,6%-a vallotta magát magyarnak, 2,5% cigánynak, 0,4% szlováknak, 0,2% bolgárnak, 0,2% szerbnek, 0,2% románnak, 1,1% egyéb, nem hazai nemzetiségűnek (3,1% nem nyilatkozott; a kettős identitások miatt a végösszeg nagyobb lehet 100%-nál). Vallásuk szerint 12,3% volt római katolikus, 58,4% református, 2,5% görög katolikus, 1,1% egyéb keresztény, 0,2% evangélikus, 4,7% felekezeten kívüli (20,8% nem válaszolt).

## Nevezetességei
- Református templom. Már a 12. században állt itt templom, amit a 15. században gótikus stílusúra átépítettek. A 17. században felégették, a 18. század elején, a 12. századi alapjaira építették újjá. Műemlék.

## Testvértelepülés
Várhosszúrét, Szlovákia

## Külső hivatkozások
- Zubogy az utazom.com honlapján